# 락삼

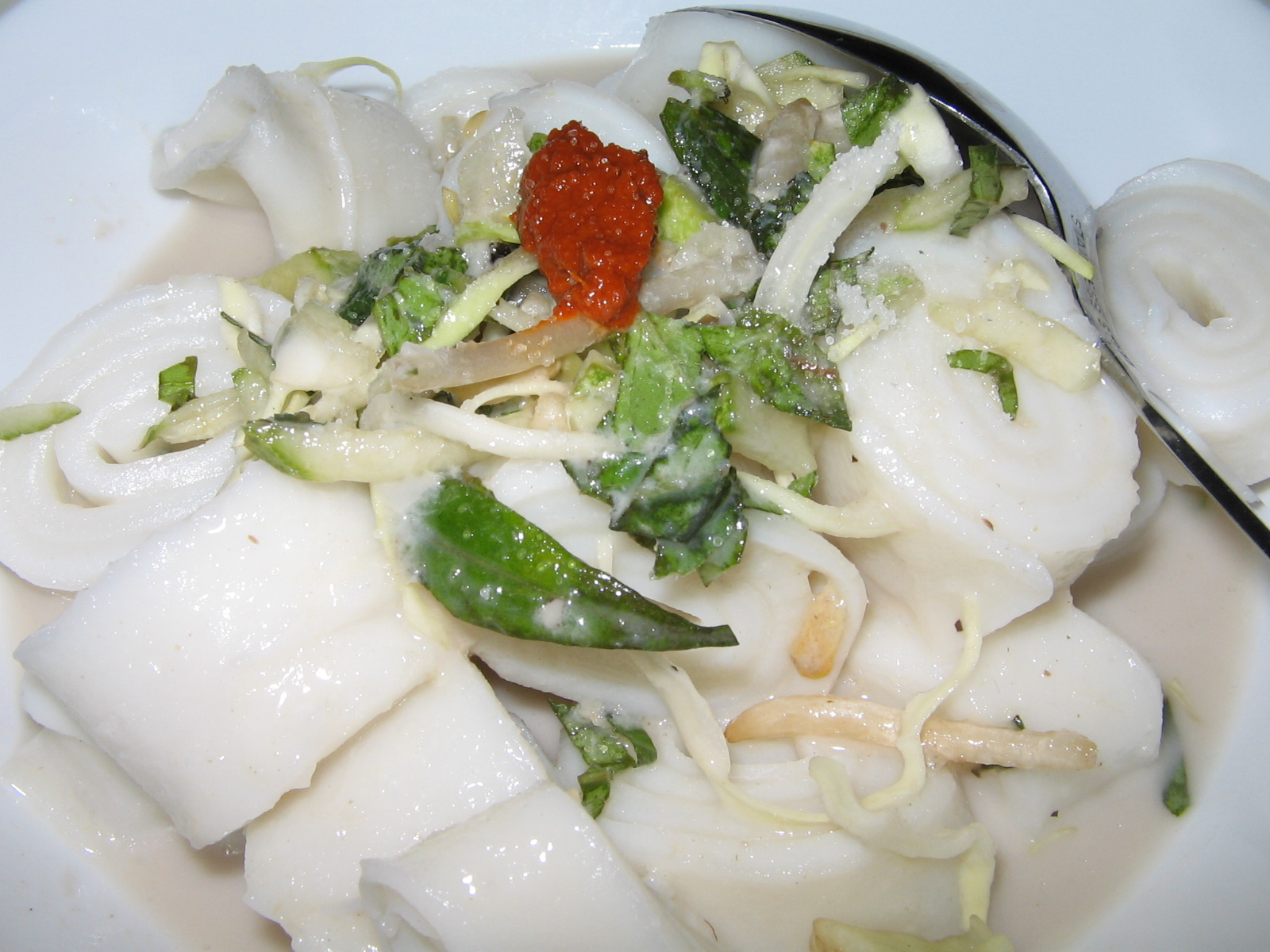
락삼

락삼(말레이어: laksam, 클란탄: lakse 락셍, 트렝가누: laksang 락상)는 말레이시아 동부 해안의 클란탄 및 트렝가누 지역 전통 음식이다. 쌀가루 반죽을 찐 다음 밀대로 펴서 썰어 만든 쌀국수를 생선과 코코넛밀크로 만든 걸쭉한 흰 국물에 말아 낸다. 락사의 하나다. 클란탄 락삼은 더 걸쭉하고 달콤한 편이며, 트렝가누 락삼은 묽고 향미가 부드럽다.